# Jasovské dubiny
Jasovské dubiny je národní přírodní rezervace v oblasti Slovenský kras.
Nachází se v katastrálním území obce Jasov v okrese Košice-okolí v Košickém kraji. Území bylo vyhlášeno či novelizováno v letech 1954, 1983 na rozloze 35,1 ha. Ochranné pásmo nebylo stanoveno.